# Altenpflege (Zeitschrift)
Altenpflege ist eine deutsche Fachzeitschrift für Fachkräfte in der Altenpflege. Sie ist 1976 erstmals im Fachverlag Vincentz Network erschienen. Die Erscheinungsweise ist monatlich.
Die Zeitschrift bietet auf 60 Seiten Informationen um die Organisation und Durchführung der Pflege alter Menschen. Neben Nachrichten- und Themenstrecken sowie Fachbeiträgen und Fortbildungsmodulen werden die Themen Demenz und Palliativpflege, Pflegemanagement und Pflegepraxis, Recht und Medizin behandelt. Produktinformationen, Büchertipps, Bildungsangebote, monatliche Fernfortbildungen, und ein Stellenmarkt ergänzen die Zeitschrift.
Sie erscheint in ca. 12.500 Exemplaren. Nach Eigenangaben gehören 71 % aller deutschen Heimleitungen, 44 % aller Pflegedienstleitungen und 58 % aller examinierten Pflegefachkräfte zum weitesten Leserkreis.